# Resolució 1317 del Consell de Seguretat de les Nacions Unides
La Resolució 1317 del Consell de Seguretat de les Nacions Unides fou adoptada per unanimitat el 5 de setembre de 2000. Després de recordar les resolucions 1270 (1999), 1289 i 1313 (2000) sobre la situació a Sierra Leone, el Consell va ampliar el mandat de la Missió de les Nacions Unides a Sierra Leone (UNAMSIL) fins al 20 de setembre de 2000.
El mandat de la UNAMSIL va ser revisat i augmentat dues vegades en el moment de l'adopció de la Resolució 1317. El secretari general Kofi Annan, en el seu sisè informe sobre Sierra Leone, va recomanar una extensió de sis mesos al mandat de la UNAMSIL i un augment del component militar a 20.500 i 260 observadors militars.